# Faro San Sebastián
El Faro Cabo San Sebastián es un faro no habitado de la Armada Argentina que se encuentra en la ubicación 53°20′00″S 68°09′00″O / -53.33333, -68.15000 en el extremo sur de la bahía San Sebastián, al norte de la ciudad de Río Grande, en el Departamento Río Grande de la Provincia de Tierra del Fuego, Antártida e Islas del Atlántico Sur.
El faro fue librado al servicio el día 18 de abril de 1949. La torre del faro es de forma cilíndrica de hormigón armado, con plataforma superior que soporta la garita donde se hallaba instalado el equipo luminoso a gas acetileno. La altura de la señal es de 11 metros. Su alimentación actual es a base de energía solar fotovoltaica (paneles solares y baterías).